# Equipe eslovena na Copa Billie Jean King
A equipe eslovena na Copa Billie Jean King representa a Eslovênia na Copa Billie Jean King, principal competição de tênis feminina por equipes do mundo. É administrada pela Slovenian Tennis Association.

## Última convocação
Para o Finals de 2023, em novembro:
- Veronika Erjavec
- Kaja Juvan
- Ela Nala Milić
- Nina Potočnik
- Tamara Zidanšek